# 에르메스
에르메스(프랑스어: Hermès)는 1837년 티에리 에르메스가 파리에서 설립한 프랑스의 패션, 가죽 기업이다. 수공업을 통한 높은 품질과 인위적으로 높이지 않는 가격 정책으로 저명하며, 현재 에르메스의 친척 가문인 뒤마 가문의 악셀 뒤마가 CEO를 맡고 있으며 에르메스와 뒤마 가문의 총 지분율은 73.7%에 달하는 가족 기업이다.
원래 1800년대의 주요 운송, 이동수단인 말을 위해서 말과 관련된 마구 용품과 안장을 제공하였으나, 자동차 산업이 발전하면서 가방이나 지갑과 같은 제품들도 추가하였다. 마차 모양 로고를 사용하는 이유는 이러한 역사에서 기원했으며, 프랑스에서 가방에 최초로 지퍼를 사용하여 만들어 보급하기도 했다. 이는 티에리 에르메스의 손자가 세계대전 중 미국을 방문했을 때, 미국에서 지퍼를 보고 들여왔기 때문이다. 그 밖에도 그레이스 켈리와 제인 버킨의 이름을 딴 ‘켈리백’과 ‘버킨백’이 유명하다. 에르메스 지분의 73.7% 정도를 에르메스 가문과 친척들이 보유하고 있으며, 현재 악셀 뒤마와 피에르 알렉시스 뒤마는 에르메스 사람들의 친척 가문인 뒤마 가문 사람들이다. 2022년 4월 주주총회에서 최대주주인 에르메스 가문 H51 SAS는 20년 뒤인 2041년까지 최소한 54%의 지배 지분을 유지하겠다고 발표했다.
에르메스는 최고의 사람들이, 최고의 재료로, 최고의 방법으로 최고의 제품을 만드는 장인 사람들이 모인 회사이다. 최고의 섬세함과 고급스러움을 전한다.

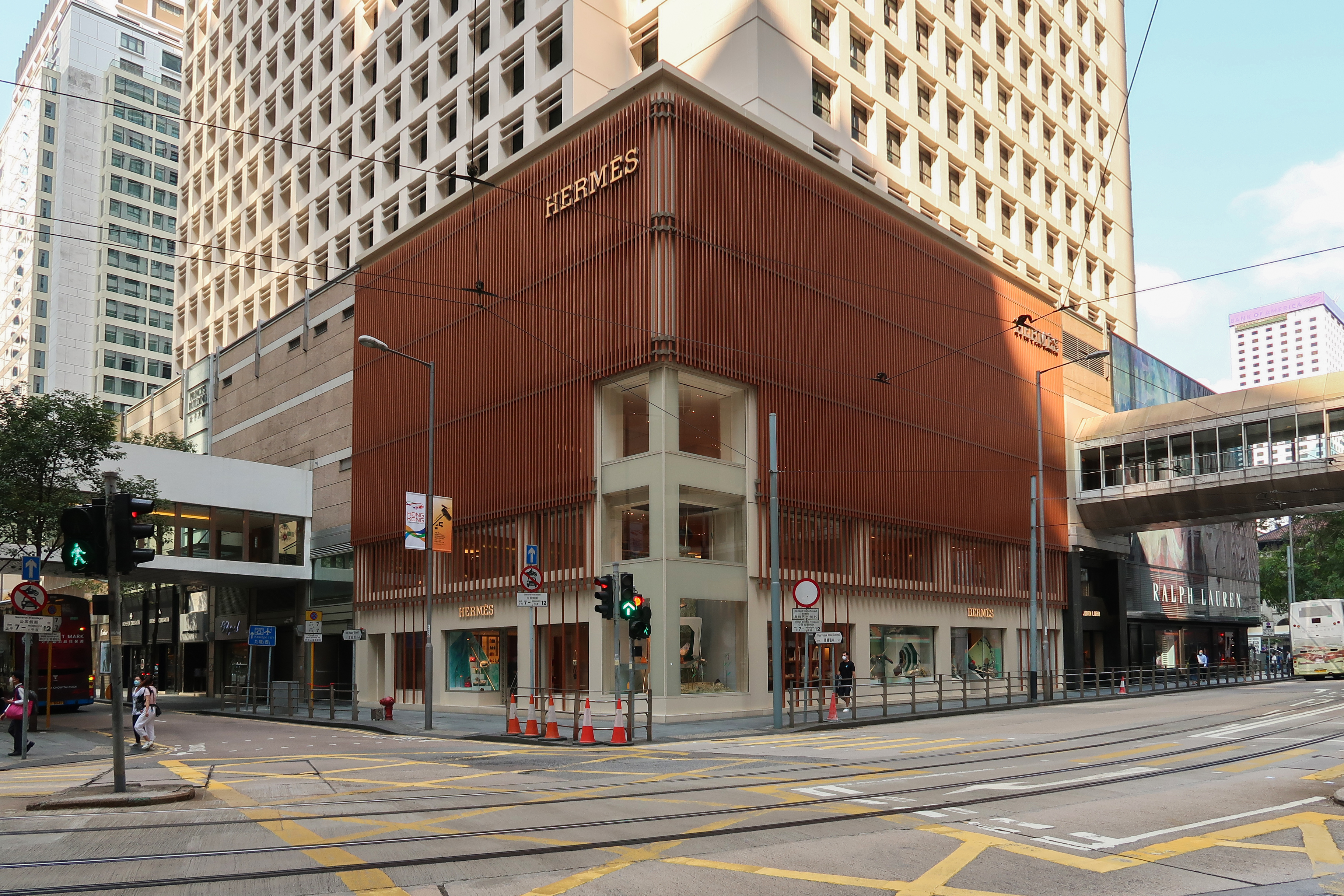
에르메스 플래그십 스토어（홍콩）

에르메스 VIP 제품의 경우 사회의 최상류층들이 구매할 수 있는 최고의 명품으로 하층민이나 유흥업 종사자, 예능인은 에르메스 비공개 VIP 비공개 행사에 참여할 수 없을 정도로 품질 경영을 하고 있다. 에르메스의 주요 고객은 저명한 정치인, 기업인, 법조인이나 그들의 부인들로 구성되어 있다. 에르메스는 명품을 넘어서 예술품으로 평가되며, 세계 3대 명품으로 평가된다.

## 같이 보기
- 에르메스재단 미술상